# Joseph James Potocnak
Joseph James Potocnak SCI (* 13. Mai 1933 in Berwick) ist Altbischof von De Aar.

## Leben
Joseph James Potocnak trat der Ordensgemeinschaft der Dehonianer bei und empfing am 21. September 1966 die Priesterweihe. Johannes Paul II. ernannte ihn am 23. Januar 1992 zum Bischof von De Aar.
Der Erzbischof von Kapstadt, Lawrence Patrick Henry, spendete ihm am 1. Mai desselben Jahres die Bischofsweihe; Mitkonsekratoren waren Everardus Antonius M. Baaij SCI, emeritierter Bischof von Aliwal, Joseph Anthony De Palma SCI, emeritierter Bischof von De Aar, und Fritz Lobinger, Bischof von Aliwal.
Am 17. Juli 2009 nahm Papst Benedikt XVI. seinen altersbedingten Rücktritt an.